# مؤسسة التميمي للبحث العلمي والمعلومات
مؤسسة التميمي للبحث العلمي والمعلومات هي المؤسسة التي ظهرت ببادرة من المؤرخ الجامعي التونسي عبد الجليل التميمي.

## أهدافها
حددت مؤسسة التميمي لنفسها الأهداف التالية:
- إنشاء بنوك معلومات حول عدة اختصاصات تغطي العهدين الحديث والمعاصر لتونس في إطارها المغرب العربي والعربي، وفي إطار هذا الهدف إنشاء مكتبة متخصصة.
- إرساء تعاون علمي بين الباحثين العرب والأتراك والفرنسيين والإسبان والأمريكيين وكل المتخصصين الدوليين الذين يشاركوننا هذه الاختصاصات.
- عقد مؤتمرات عربية ودولية تتمحور حول تلك الاختصاصات.
- نشر أعمال المؤتمرات التي تعقدها بالإضافة إلى نشر مجلات متخصصة.

## لمحة تاريخية
انطلق مشروع هذه المؤسسة بمجلة تاريخية هي المجلة التاريخية المغاربية التي صدر عددها الأول عام 1974، ثم أصبح المؤسس ينظم منذ عام 1981 مؤتمرات تاريخية حول الدراسات العثمانية والموريسكية، وصولا إلى تأسيس مركز بحثي عام 1985 سمي مركز البحوث والدراسات العثمانية والموريسكية والتوثيق والمعلومات، وكان مقره بمدينة زغوان  القريبة من العاصمة التونسية، وفي عام 1995، أطلق الاسم الحالي على ذلك المركز. وفي منتصف نوفمبر 2004 انتثلت مؤسسة التميمي إلى مقرها الحالي في المركز العمراني الشمالي بالعاصمة التونسية.

## مؤتمرات علمية
تنظم المؤسسة مؤتمرات وندوات وملتقيات علمية دورية تغطي اختصاصات تاريخية أساسا، بالإضافة إلى معالجة بعض القضايا الفكرية والحضارية الراهنة. وتتمثل الاختصاصات التاريخية فيما يلي:
- التاريخ العثماني، وأساسا منه ما يهم البلاد العربية مغربا ومشرقا. ولا يقتصر الأمر على الدراسات التاريخية وإنما أيضا الدراسات الأثرية.
- تاريخ الموريسكيين الأندلسيين، وهم من بقي من العرب المسلمين بالأندلس بعد سقوط غرناطة عام 1492 وإلى غاية طردهم النهائي من الأندلس عام 1609، وقد نظمت المؤسسة سلسلة من المؤتمرت انعقد ى خرها عام 2009 [3]
- التاريخ المعاصر لما يهم تونس والمغرب العربي، وقد انتظمت في هذا الإطار سلسلة من المؤتمرات حول الرئيس الحبيب بورقيبة[4] وحول بعض المسائل المتعلقة بتاريخ المغرب العربي بصفة عامة.
- التاريخ الراهن لتونس، لما يتعلق بدولة ما بعد الاستقلال حيث تولت المؤسسة منذ عام 2001 جمع شهادات عدد كبير[5] من قدامى المسؤولين في الدولة ومن المعارضين ومن الناشطين في ميادين مختلفة كالثقافة والمسرح [6] والاقتصاد والتعليم والجامعة...
- قضايا فكرية وحضارية تهم البلاد العربية وخاصة من بينها المغرب العربي [7][8]، وقد تناولت المؤسسة مسائل الديمقراطية [9] والمجتمع المدني والرقابة والتنمية

## منشوراتها
تشرف المؤسسة على نشر الكتب وثلاث مجلات:

### كتب
تنقسم منشورات مؤسسة التميمي للبحث العلمي والمعلومات على السلسلات التالية:
- الولايات العربية أثناء العهد العثماني: وهو الاهتمام الأول الذي أولته مؤسسة التميمي عنايتها بحكم اختصاص مؤسسها، وقد صدرت في إطار هذه السلسلة أعمال المؤتمرات التي تنظمها المؤسسة كل سنتين عن تاريخ البلاد العربية العثماني.
- مدونة الآثار العثمانية: وقد تفرعت هذه السلسلة عن السلسلة السابقة، وتهتم أساسا بالمعالم الأثرية العثمانية.
- الحركة الوطنية التونسية والمغاربية: وتغطي هذه السلسلة العهد المعاصر.
- تاريخ الموريسكيين – الأندلسيين: ونشرت في إطارها سلسلة من الكتب من أعمال مؤتمرات وأطروحات.
- الحوارات: الحوار المسيحي-الإسلامي أثناء عصر النهضة الغربية والحوار العربي التركي والحوار البريطاني-المغاربي والحوار الإسباني-المغاربي.
- البحث العلمي في العلوم الإنسانية في الوطن العربي.
- التوثيق والمعلومات وندوات الاتحاد العربي للمكتبات والمعلومات وكتب أخرى مكملة.
- مصادر عن تاريخ البلاد العربية خلال العهد الحديث والمعاصر.
- كتب تقديرية لبعض الأعلام الدوليين والعرب، ومن بين هؤلاء المكرمين المؤرخ الفرنسي شارل روبير آجرون المتخصص في التاريخ الجزائري.[11]

### المجلات
تشرف مؤسسة التميمي على إصدار ثلاث دوريات متخصصة هي:
- المجلة التاريخية المغاربية [12] وهي مجلة سنوية تصدر في أربعة أعداد، وتهتم بتاريخ المغرب العربي الحديث والمعاصر أي منذ بداية العهد العثماني في المنطقة في القرن السادس عشر.
- المجلة التاريخية العربية للدراسات العثمانية، وهي مجلة سنوية تصدر في عددين، وقد صدر عددها الأول عام 1990 وتهتم بتاريخ البلاد العربية في العهد العثماني مع انفتاحها على تاريخ البلدان الأخرى في علاقة مع العثمانيين.
- المجلة العربية للأرشيف والتوثيق والمعلومات، ويصدر منها عددان سنويا، وقد صدر عددها الأول عام 1997، وتهتم بما يتصل بعلوم المكتبات والتوثيق والمعلومات.

والملاحظ أن تلك المجلات تنشر بحوثها بعدة لغات، أساسا منها العربية بالإضافة إلى الفرنسية والأنقليزية، وبالنسبة للمجلة الأولى منها اللغة الإسبانية.

## معرض

العنوان العربي للمجلة كما يظهر على غلاف العدد الأول لعام 1974
العنوان الفرنسي للمجلة كما ظهر بعددها الأول لعام 1974
عنوان المجلة بالفرنسية كما يبدو على غلاف عددها الأول لعام 1997
عنوان المجلة بالعربية كما يبدو على غلاف عددها الأول لعام 1997

## إشارات مرجعية
1. ↑  الأهداف بتصرف [وصلة مكسورة] نسخة محفوظة 4 مارس 2016 على موقع واي باك مشين.
2. ↑  مؤسسة التميمي بزغوان كما تظهر علر الخريطة نسخة محفوظة 26 أبريل 2020 على موقع واي باك مشين.
3. ↑  البيان الختامي للمؤتمر 14 للدراسات الموريسكية نسخة محفوظة 05 مارس 2016 على موقع واي باك مشين.
4. ↑  أعمال المؤتمر الأول نسخة محفوظة 9 يناير 2020 على موقع واي باك مشين.
5. ↑  جريدة لوطون التونسية [وصلة مكسورة] نسخة محفوظة 26 أبريل 2020 على موقع واي باك مشين.
6. ↑  سيمنار حول المسرح نسخة محفوظة 04 مارس 2016 على موقع واي باك مشين.
7. ↑  مؤتمر حول كلفة اللامغرب بجون أفريك نسخة محفوظة 22 مارس 2020 على موقع واي باك مشين.
8. ↑  كلفة اللامغرب [وصلة مكسورة]
9. ↑  مؤتمر حول الديمقراطية [وصلة مكسورة] نسخة محفوظة 22 مارس 2020 على موقع واي باك مشين.
10. ↑  الكتب الصادرة عن المؤسسة [وصلة مكسورة] نسخة محفوظة 14 نوفمبر 2017 على موقع واي باك مشين.
11. ↑  عرض كتاب تكريم آجرون نسخة محفوظة 26 أبريل 2020 على موقع واي باك مشين.
12. ↑  المجلة التاريخية المغاربية [وصلة مكسورة] نسخة محفوظة 14 نوفمبر 2017 على موقع واي باك مشين.